# Triascutum triascuta
 (juillet 2025).
Genre
Espèce
Synonymes
- Megalopsalis triascuta Forster, 1944

Triascutum triascuta, unique représentant du genre Triascutum, est une espèce d'opilions eupnois de la famille des Neopilionidae.

## Distribution
Cette espèce est endémique de l'île du Nord en Nouvelle-Zélande.

## Systématique et taxinomie
Cette espèce a été décrite sous le protonyme Megalopsalis triascuta par Forster en 1944. Elle est placée dans le genre Triascutum par Taylor en 2025.
Ce genre a été décrit par Taylor en 2025 dans les Neopilionidae.

## Publications originales
- Forster, 1944 : « The genus Megalopsalis Roewer in New Zealand with keys to the New Zealand genera of Opiliones. » Records of the Dominion Museum, vol. 1, p. 183–192.
- Taylor, 2025 : « Further discussion of relationships within Australasian Neopilionidae (Opiliones: Phalangioidea), with description of two new species and eight new genera. » Zootaxa, no 5631(1), p. 52–82.